# Stygobromus saltuaris
Stygobromus saltuaris är en kräftdjursart som beskrevs av Wang och John R. Holsinger 200. Stygobromus saltuaris ingår i släktet Stygobromus och familjen Crangonyctidae. Inga underarter finns listade i Catalogue of Life.